# Pnie (województwo pomorskie)
Pnie (kaszb. Pnié) – osada kaszubska w Polsce położona w województwie pomorskim, w powiecie wejherowskim, w gminie Wejherowo. Leży na zachodnim krańcu Puszczy Darżlubskiej. 
Osada wchodzi w skład sołectwa Orle.
W latach 1975–1998 miejscowość położona była w województwie gdańskim.